# Csepel-Háros
Csepel-Háros (2012 végéig Háros) Budapest egyik városrésze a XXI. kerület délkeleti csücskében,  a Csepel-szigeten, a Háros-szigettel szemközt.

## Fekvése
Határai a Fácánhegyi (korábban 7274.) utca meghosszabbított vonala és a Fácánhegyi utca a Duna folyamtól, II. Rákóczi Ferenc út, Csepeli út, Plútó utca, 4076. utca, majd Budapest határa a Dunáig és a folyam a Fácánhegyi utcáig.

## Részei
- Fácánhegy (a 7274. /ma Fácánhegyi utca/ utcától délre, a II. Rákóczi Ferenc úttól a Dunáig)
- Állásitagdűlő (Plútó utca – 4076. utca – főváros határa között)
- Ürgehegyidűlő (8655. utcától /ma Lámpás utca/ délre, II. Rákóczi Ferenc út és Csepeli út között)
- Kavicsostavidűlő (Csepeli úttól  keletre a főváros határáig)
- Vízművek lakótelep (a Dunapart és II. Rákóczi Ferenc út között, a Fácánhegytől délre)
- Fövenykútidűlő (8647. utca /Ma Cseresznyefa utca/ és a főváros határa között)
- Sáméhegyidűlő (Fövenykútidűlő és Ürgehegyidűlő között, a főváros déli határáig)

## Története
A városrész a Csepel-sziget középkori településének helyén épült, amely a török időkben elpusztult, majd a 18. században újra települt. 1838-ban az árvíz teljesen elpusztította a települést. A mai település 1954. július 31-ig Szigetszentmiklóshoz tartozott. A Vízművek lakótelep 1981-1985 között épült. A városrész többi területén a rendszerváltás óta eltelt évtizedekben a hajdani zártkertes hobbitelkek és gyümölcsösök helyén, a magas ingatlanárak és közműköltségek miatt a perifériára költözők kisebb családi házakat és szegényes hajlékokat építettek. Az alig közművesített szűk utcák zömmel nem szilárd burkolatúak.
Hárost 2012 decemberében a Fővárosi Közgyűlés Csepel-Háros névre keresztelte át.